# Bažný rybník
Bažný rybník je název vodní plochy, která se nachází na jihozápadním okraji jihočeských Purkartic, nedaleko průmyslové zóny Písek. Rybník má oválný charakter, který jde od severovýchodu po jihozápad. Je napájen nepravidelnou stružkou z jihozápadu, tekoucí z průmyslové zóny a odtéká stavidlem do bezejmenného levostranného přítoku Jiheru. Jeho okolí je podmáčené až na jihovýchodní břeh, kde prochází cesta spojující ulici U Statku v Purkarticích s ulicí Čížovská vedoucí přes průmyslovou zónu. Rybník vznikl po roce 1869.

## Galerie

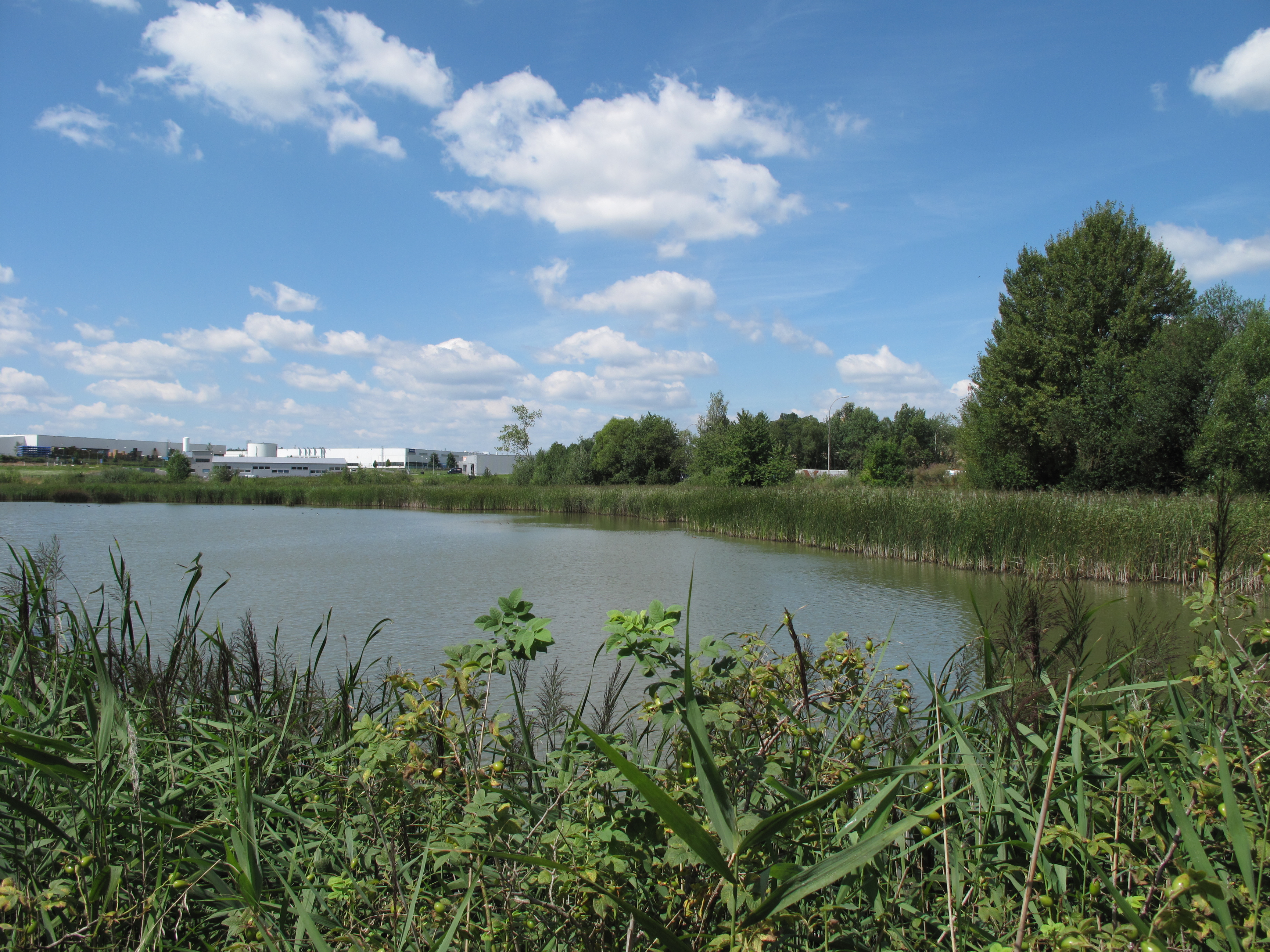
Severní břeh
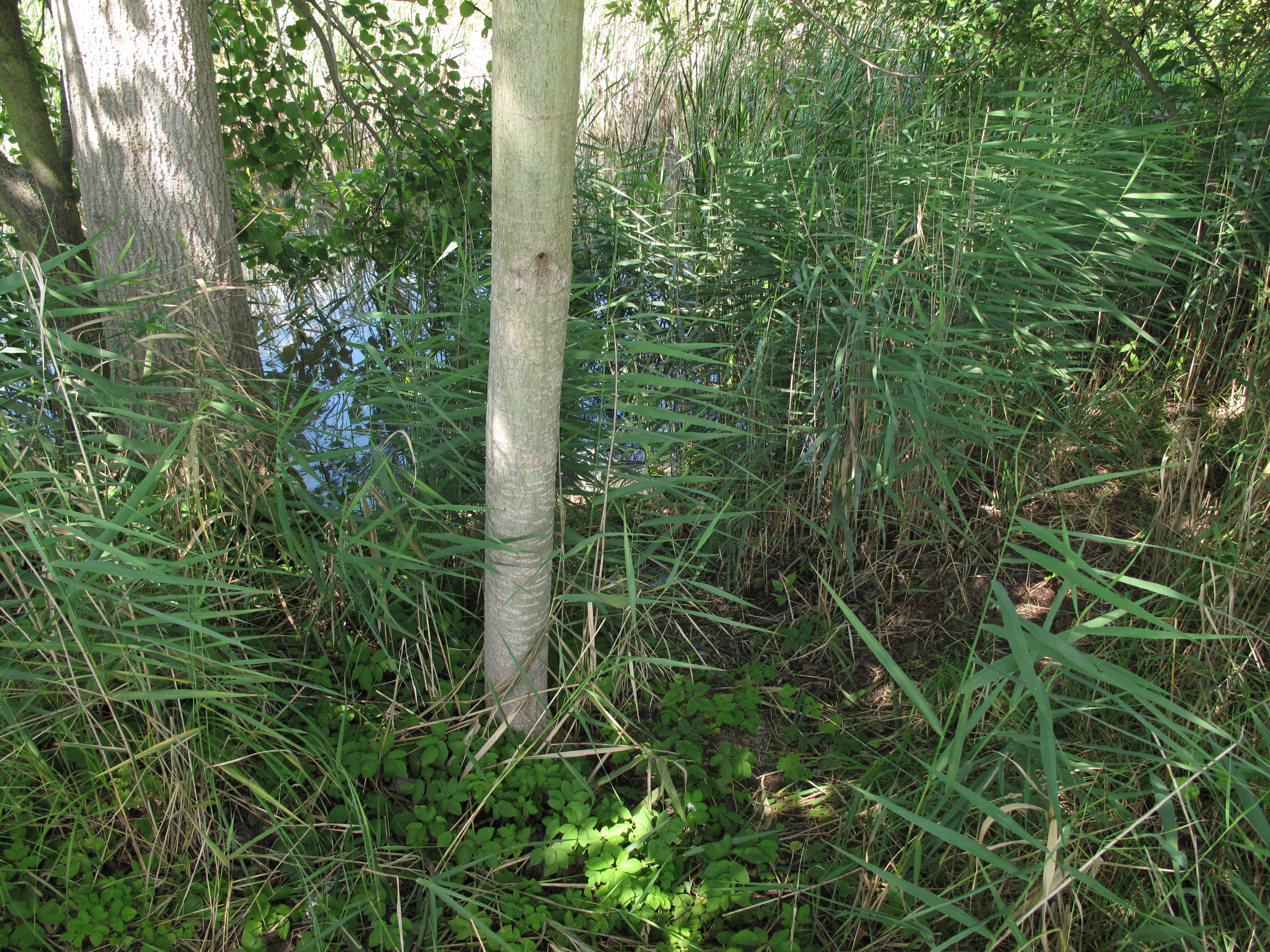
Pobřežní rákosina
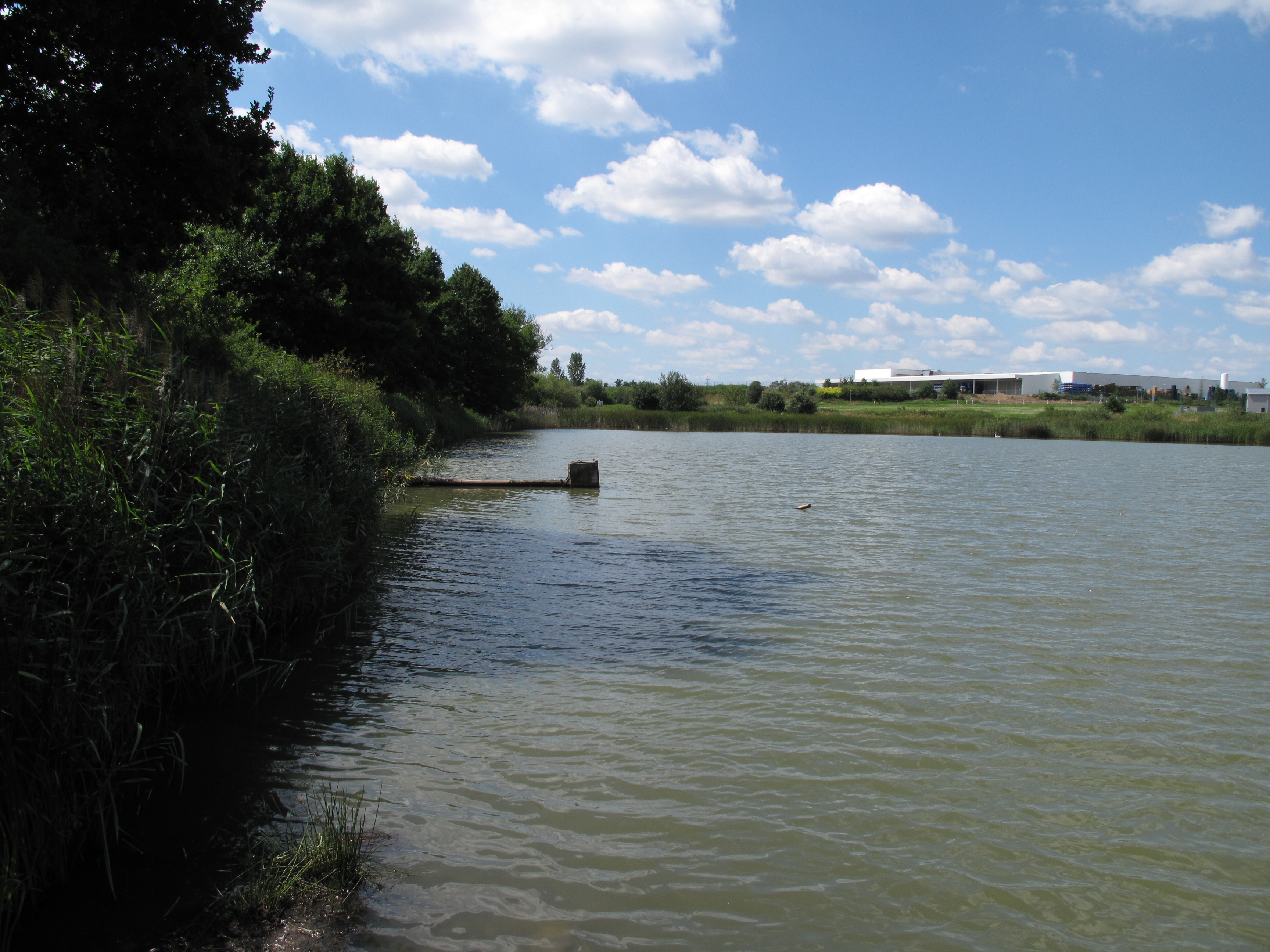
Stavidlo